# Ильянкино
Илья́нкино (чув. Илленушкӑнь) — деревня в Аликовском муниципальном округе Чувашской Республики. Входила в состав Таутовского сельского поселения до его упразднения в 2022 году.

## Общие сведения о деревне
В деревне есть дворец культуры, библиотека, медпункт, магазин. В настоящее время селение в основном газифицировано. Улица: Красной Армии.

### География
Ильянкино расположено западнее административного центра Аликовского района на 6 км. Рядом проходит автомобильная дорога республиканского значения Чебоксары—Аликово—Красные Четаи.

### Климат
Климат умеренно континентальный с продолжительной холодной зимой и тёплым летом. Средняя температура января −12,9 °C, июля 18,3 °C. За год в среднем выпадает до 552 мм осадков.

## История
На 1859 год в деревне насчитывалось 28 дворов. В 1880 году результаты переписи показали, что при 52 дворах жили 272 человека (143 мужского пола, 129 женского пола), к 1898 году деревня состояла 67 дворов (178 мужчин и 183 женщины). В 1898 году в деревне была открыта школа, а в 1905 году было построено здание школы.
До 1920 года деревня в составе Курмышского уезда, 1920-27 годах — в Атаевской волости Ядринского уезда.
С 10 октября 1927 года входит в Вурнарский район, но через год 10 декабря 1928 года деревня была передана в Аликовский район. 20 декабря 1962 года деревня вновь поменяла район — уже на Вурнарский, но 14 марта 1965 года была возвращена в Аликовский район.

### Этимология
Название происходит от имени некрещенного чуваша «Иллен».

## Связь и средства массовой информации
- Связь: ОАО «Волгателеком», Би Лайн, МТС, Мегафон. Развит интернет ADSL-технологии.
- Газеты и журналы: Аликовская районная газета «Пурнăç çулĕпе»-«По жизненному пути». Языки публикаций: Чувашский, Русский.
- Телевидение: население использует эфирное и спутниковое телевидение. Эфирное телевидение позволяет принимать национальный канал на чувашском и русском языках.